# Hilda Cid
Hilda Cid Araneda (Talcahuano, 20 de febrero de 1933) es una científica chilena que se especializó en el ámbito de la cristalografía. Fue la primera chilena que se doctoró en ciencias exactas. Hizo contribuciones como profesora de matemáticas y física y como investigadora en biología estructural, especialmente en cristalografía de proteínas.

## Biografía
Nació en 1933 en la ciudad de Talcahuano (Chile), donde realizó sus estudios primarios y secundarios. Era hija de dos profesores de enseñanza primaria, Hilda Mendoza Aranda y Jose Cid Bastías.
En 1951, Cid se matriculó en la carrera de pedagogía de física y matemáticas en la Universidad de Concepción y en 1955 ganó el premio universitario otorgado al mejor estudiante de pregrado. Posteriormente se trasladó al Instituto Pedagógico de la Universidad de Chile en Santiago, donde se incorporó al laboratorio de cristalografía y realizó investigaciones en física mientras era profesora ayudante en el laboratorio de óptica. Estas investigaciones la llevaron a escribir su tesis de grado, con el título "Algunos métodos ópticos para determinar las estructuras de cristal mediante rayos X" y a publicar sus primeros trabajos científicos en la materia. En 1958 completó los requisitos para obtener el título de Profesora de Física y Matemáticas, con distinción (summa cum laude).
En 1960 se trasladó junto a su marido George Dresdner y sus dos hijos a Estados Unidos, para incorporarse al Instituto de Tecnología de Massachusetts (MIT), donde continuó sus estudios de cristalografía bajo la dirección del profesor Martin J. Buerger. Su tesis de licenciatura, redactada en 1962, examinó la determinación, mediante cristalografía de rayos X, de la estructura del hexatitanato de potasio. Durante estos años, desarrolló una gran experiencia en el uso de los rayos X para determinar la estructura cristalina de grandes moléculas complejas y participó en la determinación de la estructura de la terramicina (oxitetraciclina). En 1964 terminó su doctorado en ciencias exactas con la tesis “Crystal structure of the turquoise group minerals" ("Estructura cristalina de los minerales del grupo de la turquesa"), convirtiéndose en la primera chilena que se doctoró en esa disciplina. Solo cuatro mujeres se habían graduado antes que ella en este departamento del MIT.
Tras sus estudios de doctorado regresó a Chile, donde creó un nuevo equipo de académicos e investigadores en el campo relativamente nuevo de la cristalografía en la Universidad de Chile. Posteriormente, comenzó a trabajar como profesora titular de biofísica en la Universidad Austral de Chile en Valdivia.
En 1974, tras el Golpe de Estado en Chile, Cid y su familia se exiliaron en la ciudad de Upsala (Suecia). Se unió al Laboratorio de Proteínas Wallenberg de la Universidad de Upsala, donde trabajó en la caracterización por difracción de rayos X de grandes moléculas biológicas. El equipo logró determinar la estructura tridimensional de la anhidrasa carbónica y una estructura particular de la actina G que se une a la DNasa I.
En 1979 regresó a Chile y llevó algunos equipos científicos de la Universidad de Upsala al Laboratorio de Biofísica Molecular de la Universidad de Concepción. Continuó trabajando en su alma mater hasta su jubilación en 1996.

## Legado
Además de sus contribuciones a la investigación científica, Cid fue una defensora de la educación científica y reconoció el potencial del trabajo interdisciplinario. También estuvo comprometida con el desarrollo de la justicia social y la democracia.
En 1965 participó en la fundación de la Sociedad Chilena de Física (SOCHIFI), de la cual fue la única mujer en la junta directiva hasta 2013.
En 1972 participó activamente en el Primer Congreso Nacional de Científicos, donde se reconoció la responsabilidad de la comunidad científica en el progreso de la sociedad.
En la década de 1980 contribuyó a la organización de la Asociación de Académicos de la Universidad de Concepción, siendo elegida presidenta, y apoyó el movimiento estudiantil contra la intervención militar de las universidades.
En 2018, un auditorio fue bautizado con su nombre en la Universidad de Concepción.